# Nadechnout se
Nadechnout se (anglicky Coming Up For Air) je méně známý román George Orwella odehrávající se v Anglii těsně před začátkem druhé světové války.
Orwell tuto knihu napsal v roce 1938 při svém půlročním pobytu v Maroku.

## Příběh
George Bowling je průměrný obyvatel středoanglického předměstí, má průměrný plat, nadprůměrnou váhu, nepřitažlivou ženu Hildu, kterou má sice rád, ale určitě ji nemiluje. K tomu dvě malé, rozjívené děti a hypotéku na domek, kterých jsou všude kolem stovky. Pracuje jako pojišťovací agent, ale práce ho příliš neuspokojuje. Při jedné cestě do práce, kdy mu nad hlavami létají bombardéry a schyluje se k druhé světové válce, ho banální příhoda donutí zavzpomínat na své dětství a mládí strávené v Dolním Binfieldu, kdesi ve střední Anglii. Vzpomíná na bezstarostné dětství, klukovské rvačky, svého bratra i rodiče, první lásky, ale i na rybaření, kterému se od svých šestnácti let nevěnoval. Také na lesy a rybníky kolem rodného městečka, které mu poskytovaly možnost útěku a odpočinku.
George Bowling se rozhodne a bez vědomí rodiny se na týden do kraje svého dětství vrátí. Místo klidné přírody a malého zapadlého městečka tu ovšem nalezne průmyslovou zónu, továrny a nově vystavěné domy namísto lesů, luk a rybníků. Strach z války, existenční nejistota a nedostatek peněz prolínající se vzpomínkami na bezstarostná léta, to jsou hlavní motivy knihy.

## Vydání
- Penguin Books, Londýn, 2000
- Odeon, Praha, 2003, 1. vyd., ISBN 80-207-1136-8, překlad: Petr Kopecký